# Kim Ja-ok
Kim Ja-ok (hangul: 김자옥, Busan, 11 de outubro de 1951 – 16 de novembro de 2014) foi uma atriz sul-coreana. Foi formada em Cinema na Universidade Hanyang. Kim começou a sua carreira de atriz após ser recrutada pela MBC. No início da década de 1970, estrelou diversas séries de TV e, depois, focou em filmes. Faleceu em 16 de novembro de 2014 devido um câncer de pulmão contra o qual lutava desde 2008.

## Filmografia
| Ano  | Título                               | Papel                 |
| ---- | ------------------------------------ | --------------------- |
| 1991 | The Royal Way                        | Queen Jeongsun        |
| 1994 | Last Lovers                          |                       |
| 1996 | Jo Gwang Jo                          |                       |
| 1997 | Sea of Ambition                      | Yeo Jin               |
| 1996 | Springtime                           |                       |
| 1996 | The Boss                             |                       |
| 1996 | Tomato                               | Mãe de Se Ra          |
| 1996 | Rising Sun, Rising Moon              | Mãe de Kim            |
| 2000 | Wang Rung's Land                     | Gyo Ha Daek           |
| 2000 | More Than Words Can Say              | Yeo Nam Sook          |
| 2001 | How Should I Be                      | Gong Hee Joo          |
| 2001 | Sangdo                               | Mãe de Mi Geum        |
| 2001 | This is Love                         | Jang Keum Nan         |
| 2003 | On the Prairie                       | Bang Ok Hee           |
| 2003 | Escape From Unemployment             | Kim Ki Ok             |
| 2003 | Attic Cat                            | Kim Soon Duk          |
| 2003 | One Million Roses                    | Jo Mal Bong           |
| 2003 | Apgujeong House                      | Mãe                   |
| 2004 | Miss Kim Makes 1 Million             |                       |
| 2004 | Count of Myeongdong                  | Irmã de Lee Hwa Ryong |
| 2005 | Be Strong Geum Soon                  | Kim Jung Sim          |
| 2005 | Bad Housewife                        | Park Ok Ja            |
| 2005 | My Name is Kim Sam-Soon              | Park Bong-sook        |
| 2006 | The Invisible Man                    | Kang Sook Ja          |
| 2006 | My Sister                            | Mãe de Gun Woo        |
| 2007 | By Land and Sky                      | Ahn Hye Kyung         |
| 2007 | Several Questions That Make Us Happy | Young Ok              |
| 2007 | The 1st Shop of Coffee Prince        | Mãe de Han Kyul       |
| 2007 | Kimcheed Radish Cubes                | Choi Ji Sook          |
| 2007 | Evasive Inquiry Agency               |                       |
| 2008 | Single Dad in Love                   | Jung Eun Ji           |
| 2008 | Working Mom                          | Kim Bok Sil           |
| 2008 | The World That They Live In          | Park Soo Jin          |
| 2009 | That Fool                            |                       |
| 2009 | High Kick Through the Roof           | Ela mesma             |
| 2010 | Mom is Pretty Too                    | Lee Soon Jin          |
| 2011 | Ojakgyo Brothers                     | Park Bok Ja           |
| 2011 | Can't Lose                           | Hong Geum Ji          |
| 2013 | The Woman Who Married Three Times    | Madam Son             |

| Ano  | Título           | Papel |
| ---- | ---------------- | ----- |
| 1978 | Killer Butterfly |       |
| 2003 | My Tutor Friend  |       |
| 2005 | Jenny, Juno      |       |

## Discografia
Álbum de estúdio
- Princess is Lonely (1996)